# باج‌گیری (فیلم ۱۹۴۷)
باج‌گیری (انگلیسی: Blackmail) فیلمی نوآر جنایی با کارگردانی لزلی سلاندر است که در سال ۱۹۴۷ منتشر شد. از بازیگران آن می‌توان به ادل مارا و ریکاردو کورتز اشاره کرد.

## بازیگران
- ویلیام مارشال
- ادل مارا
- ریکاردو کورتز
- گرانت ویثرز
- ریچارد فریزر
- جورج ج. لوئیس
- گئورگی گایه
- ایوا نواک